# 櫻田元親
櫻田元親（生年不詳—1632年）是安土桃山時代至江戶時代初期的武將。伊達氏家臣。父親是櫻田資親。

## 生平

### 伊達政宗時期
生年不詳。天正17年（1589年），跟隨伊達政宗參加摺上原之戰。慶長5年（1600年），在關原之戰中，因為政宗命令而參加進攻刈田郡白石城，並立下武功。慶長7年（1602年），在仙台城築城時，因為賦役而令百姓發起暴動，此時與鬼庭綱元一同鎮壓。
元和元年（1615年），受政宗之命而成為政宗的庶長子秀宗的家臣，負責伊予宇和島藩的藩政，此時的地位是侍大將，祿高是1千9百石。

### 與山家清兵衛對立
宇和島藩在秀宗入部以前，因為頻繁地更換藩主而荒廢，藩政非常困難，因此從政宗的仙台藩中借用黄金3萬兩（一說是6萬兩），不過在歸還時出現問題，惣奉行山家公賴從宇和島藩10萬石中，分出3萬石，以此充當向政宗的還款，因此許多家臣被逼減俸，於是反對派以櫻田為中心，與山家對立。另外，山家本來是山形藩最上氏的家臣，因此一直與伊達家的譜代櫻田不和。
元和6年（1620年）1月，被幕府命令修築大坂城石垣的秀宗，派遣山家和櫻田為奉行。不過關於工事的狀況報告，向秀宗進讒，指責山家，被懷疑的山家為了向秀宗解釋而歸國，（實際上山家是正當的一方，而失去面子的櫻田相當怨恨）。同年6月29日，山家清兵衛一族被櫻田一派襲撃並殺害（和靈騷動）。對於這次殺害事件，秀宗在書狀中有「山家的事無關對錯」（山家の事は沙汰の限り）的意思，因此可見櫻田一派是受秀宗命令而行動。通常，因為私怨而進行暗殺的話，櫻田家應該會斷絕，但是櫻田家卻無事並安泰下存續，直至江戶時代末期為止，仍以家老的身份存續。而且櫻田在事件發生的時侯，本人正在大坂，因此沒可能直接下手。

### 橫死
因為山家死去而成為宇和島藩最有力的家臣，不過好景不常。寬永9年（1632年），在桂林院殿（秀宗的正室所養的龜）第3次忌法要時，吹起大風，此時被金剛山正眼院的本堂掉落的橫樑壓死。
死後，與「山家殺害事件」有關的人都不斷出現意外而死去，因此被傳是山家的鬼魂作祟。